# デトリタス
デトリタス (Detritus) とは、生物遺体や生物由来の物質の破片や微生物の死骸、あるいはそれらの排泄物を起源とする微細な有機物粒子のことであり、通常はその表面や内部に繁殖した微生物群集を伴う。陸上の土壌に混入した有機物片のことを指す場合もあるが、多くの場合は水中のそれを指す。プランクトンとともに水中の懸濁物（けんだくぶつ、セストン）の重要な構成要素であり、堆積物にも多く含まれる。
元はラテン語で、ラテン語での発音により忠実なカタカナ表記は「デトリトゥス」。英語の発音でのカタカナ表記は「ディトライタス」になる。

## 一般論
動植物の遺体や脱皮殻のような体組織由来の物質、排泄物といった生物由来の物体は、物理化学的な過程や、微生物等による分解によって、次第にその姿をなくしてゆく。その際、一般的な理科の教科書等には無機物に分解、といった表現が使われるが、実際には無機物にすべてが一気に変わるものではない。タンパク質や低分子の糖類、脂質などは、速やかに微生物や遺体食の動物によって摂取、吸収されて消失するが、多糖類などはゆっくりとしか分解されない。また、それぞれの微生物はなにも分解するのが目的でそれを分解するのではなく、自らの生存と増殖のための資源としてそれらを利用し、その過程で分解が起こるわけである。そのため、実際には動植物由来の物質が分解されつつ、同時並行で微生物の体を構成する物質（バイオマス）が同化によって作られることになる。微生物が死ねば、有機物の細粒が生じるし、微生物を摂食する小型動物がそれを喰えば、腸管の中でまとめあげられて、むしろより大きい糞粒にその形を変える。そのような過程によって、生物遺体の多くの部分は、一見してそれとわかる形では見えなくなるものの、細かい有機物粒子と、それを資源として利用する微生物の複合体の形で存在する。これがデトリタスである。
陸上生態系においては、デトリタスは地表に堆積し、落葉層の下の腐植土などの形を取ることになる。水中の生態系では、多くは水中に懸濁し、ゆっくりと沈殿する。特に、様々なものが吹き寄せられ、流れの緩やかな部分に多く沈殿することになる。
デトリタスは多くの動物の栄養源として用いられている。特に、干潟の底生動物（ベントス）などにはそうした食性の動物が多い。デトリタスを餌とする動物をデトリタス食者という。デトリタスを動物の食物として見た場合、特に排泄物は他の生物の不用物であるから、エネルギー量としてはともかく、栄養面では偏っていることが多く、そのままでは栄養源としては不向きである。しかし、野外においてはそこに多くの微生物が繁殖する。微生物はその粒子から栄養を吸収するだけでなく、足りない分はまわりから取り込むことで自らの体を形成するので、それによって排出物も有用な栄養源となる。具体的にはデトリタスの主体となるのは難分解性の多糖類であるが、そこに繁殖した微生物はデトリタスから炭素を、環境水中から窒素やリンを吸収し、自らの細胞構成物質を合成する。
デトリタス食者とデトリタス、及びそこに繁殖する微生物の間には腐食連鎖（デトリタスサイクル）と呼ばれる特徴的な食物連鎖が起こる。例えば干潟にはウミニナなどのデトリタス食の腹足類（巻貝）が多く生息する。これらが微生物が繁殖したデトリタスを摂食すると、タンパク質に富んだ微生物を主として分解、吸収し、多糖類を主体とするデトリタスの本体はほとんど分解せずに排泄する。この糞は最初は栄養バランスが悪いので巻貝は見向きもしないが、何日か経過すると再び微生物が繁殖して栄養バランスがよくなってくるので再度これを食べる。こうして同じデトリタスを繰り返し食べて繁殖した微生物を収穫していく過程で、デトリタスはより細かく破砕されて微生物が利用しやすい状態になり、また徐々に構成多糖類も分解されて消失に向かう。
干潟などで陸上や河川から流れ込んだ有機物が分解、消失するいわゆる浄化の過程は、この腐食連鎖を通じて行われる部分が大きいし、これによって増殖、成長する水産資源も非常に多い。また陸上生態系では植物のバイオマスは生きた状態で動物に食われるよりもいったん枯死した部分が腐食連鎖によって分解されていく要素が非常に大きく、陸上生態系、水界生態系ともにデトリタスによって支えられている要素は無視できないほど大きい。

## 水中生態系において
水中の生態系では、デトリタスは特に重要である。陸上とは異なり、水中では生物遺体や排泄物は、すぐには沈殿せず、特に粒子が細かくなればなるほど、その傾向は強まるからである。

### 消費者の場合
水中ではデトリタス食者が非常に多い。何しろ水の流れによって多量に運ばれてくる。一定の場所にいても水を濾しとるしくみさえあれば食べて行ける。固着性の動物にはそのようなものが多い。鰓や広げた触手などを発達させ、水を濾しとって餌を採ることを濾過摂食 (Filter Feeding) という。
濾過摂食に似るが、繊毛帯と粘液を分泌するしくみを備え、デトリタスを粘液で捕らえて塊とし、繊毛で口まで運ぶやり方がある。これを繊毛粘液摂食という。
水底に沈殿したデトリタスを拾うものもある。ナマコ、クモヒトデなどの多くはこれである。また、底質中に潜って生息する二枚貝にも、水管を用いて水を吸い込むだけではなく、水管を伸ばして底質表面のデトリタスをあさるものがある。

### 生産者の場合
他方、植物プランクトンなど光合成生物にとっては、デトリタスの存在は透明度を下げ、光合成を邪魔するものではある。しかしながら、光合成生物の成長に必要な栄養塩類、いわゆる肥料分の供給を考えた場合、デトリタスとの関係は複雑である。
陸上生態系の場合、動植物の老廃物は主として地上（あるいは樹木の基質表面）に蓄積され、そこで分解過程が進むにつれて無機塩類の形で植物の肥料分として供給される。しかし水中においては、老廃物はさほど底質に蓄積することは少なく、水中での分解の進行が重要な位置を占める。しかし、海洋生態系において無機塩類の量を調べると、特に多量の供給がない場合は、冬から春にかけてその量が増大するが、夏には極めて少なくなるのが普通である。これに呼応するように、海藻の現存量も初夏までに最大を迎え、その後は減少してしまう。これは、温暖な時期には植物系の生物の成長が早く、分解による無機塩類の生産が間に合わないためと言われる。つまり、冬季、植物系の生物が不活発な時期に肥料が蓄積されるが、温度が多少上昇すると、これをあっという間に使いつくしてしまうわけである。
では、最も暖かい時期には生産力が落ちるかというと、そうではないらしい。渦鞭毛藻類などは、運動性があり、固形の餌を取り込む能力があって、なおかつ光合成能を持つ。このような微生物が、デトリタスなどが分解されて肥料分になるのを待たずに、これを餌として取り込んで成長するのである。つまり有機物を用いて光合成が行える。夏期のプランクトンの生産量はこれが支えていると思われる。

## アクアリウムにおいて
近年は生態学や環境学の分野のみならず、アクアリウムにおいても用語の一つとして使われる様になった。
アクアリウムで魚類など水生生物を飼育すると、飼育生物の排泄物、粘液などの分泌物、脱皮殻などが日々生じ、当然のことながらこれらは微生物の分解を受けつつデトリタスを生じる。
デトリタスは放置しておくと水槽内を汚し、飼育生物の健康を害する原因になる。特に海産動物は、デトリタスが分解される過程で発生する有害物質に対する耐性が低い。今日の海水アクアリウムでは、デトリタスが分解される以前にプロテインスキマーと呼ばれる気泡にデトリタスを吸着させる装置で強制的に水槽内から除去し、残りを、ライブロックと呼ばれるベントスと細菌が多数住みついた多孔質の自然岩石（死後、時間が経過した造礁サンゴの骨格が用いられることが多い）を用いて、デトリタス食のベントスや微生物に腐食連鎖を行わせて分解させるベルリン式システムが普及している。また、水槽内に嫌気層を作り、嫌気性細菌を繁殖させ、ライブロックのベントス、好気性細菌と組み合わせることによって、有機物の分解のみならず、窒素化合物の脱窒も水槽内で引き起こすことで、最終的に水と二酸化炭素と窒素にまで分解を進めるモナコ式システムという飼育方法も実用化されている。
水槽における濾過装置は、当初はその名の通りに水中の異物を物理的濾過によって除去するとの意味合いを強く持っていた。次いで微生物による分解を利用して窒素排泄物の神経毒性の強いアンモニアを硝酸塩に変換することにより水質を維持する方法が定石となったが、さらにデトリタス食動物、デトリタス、微生物三者からなる腐食連鎖を再現することによって、より高度な水棲生物飼育技術に結実したのである。